# Sąd sejmowy (Królestwo Polskie)
Sąd sejmowy – konstytucyjny organ sądowniczy Królestwa Polskiego.

## Podstawa prawna
Jego funkcjonowanie regulowały artykuły 116 oraz 152 konstytucji. Sąd ten nie był powiązany z sądownictwem powszechnym Królestwa Polskiego. Jego właściwość obejmowała rozpatrywanie spraw o zbrodnię stanu oraz o przestępstwa popełnione przez wyższych urzędników (senatorów, ministrów, radców i referendarzy stanu) w związku z pełnieniem przez nich urzędu. Akt oskarżenia mógł wnieść król, namiestnik lub Izba Poselska.
W skład sądu sejmowego wchodzili wszyscy senatorowie, przewodniczył mu prezes Senatu. Sąd ten został zlikwidowany wraz z sejmem w myśl postanowień Statutu Organicznego.

## Sprawa Towarzystwa Patriotycznego
Został powołany raz, za zgodą króla Mikołaja I dla osądzenia osób podejrzanych o przynależność do Towarzystwa Patriotycznego. Składał się z 42 senatorów, jego obradom przewodniczył Piotr Bieliński (jako najstarszy senator, podczas gdy prezes Senatu był członkiem deputacji prowadzącej śledztwo w sprawie Towarzystwa). Sesje sądu odbywały się od 15 czerwca 1827 do maja 1828 w Pałacu Krasińskich w Warszawie.
Oskarżeni zostali: pułkownik Seweryn Krzyżanowski, kapitan Franciszek Majewski, Stanisław Sołtyk, ksiądz Konstanty Dembek, Wojciech Grzymała, Stanisław Zabłocki, Andrzej Antoni Plichta i Roman Załuski.
Przedstawiony im akt oskarżenia głosił, że winni są przynależenia do tajnej konspiracji, której celem było odzyskanie niepodległości Polski w takich granicach, w jakich pozostawała przed drugim rozbiorem.
Pod naciskiem opinii publicznej sąd wydał 22 maja 1828 dosyć niskie wyroki, uniewinniając oskarżonych od popełnienia zbrodni stanu. Jedynie Wincenty Krasiński złożył votum separatum. Sentencja wyroku głosiła, że Towarzystwo tajne... nie było konspiracją, mającą na celu spełnienie zbrodni stanu, w art. 67 kodeksu karnego polskiego wymienionej, a przeto należenie do niego nie ustanawia odległego usiłowania zbrodni stanu. Decyzją Wielkiego Księcia Konstantego publiczne ogłoszenie wyroku zostało wstrzymane do czasu zatwierdzenia go przez Cesarza.
Dopiero w marcu 1829 został zatwierdzony przez króla. Dwaj skazani Seweryn Krzyżanowski i Franciszek Majewski jako poddani rosyjscy mieli stanąć przed obliczem senatu w Sankt Petersburgu.